# پل نیهیل
پل نیهیل (انگلیسی: Paul Nihill; ۵ september ۱۹۳۹ – ۱۵ دسامبر ۲۰۲۰) ورزشکار دو و میدانی اهل بریتانیا بود.
وی در مسابقات کشوری و بین‌المللی در مجموع برندهٔ ۱ مدال طلا، ۱ مدال نقره، ۱ مدال برنز شده‌است.